# Oksskolten
L'Oksskolten est le point culminant du massif d'Okstindan et du comté de Nordland, dans le Nord de la Norvège. S'élevant à 1 916 m d'altitude, il fut gravi pour la première fois en 1883. Le glacier Okstindbreen s'étend à l'ouest du sommet.